# Domingo Ruíz
Domingo Ruíz es un barrio ubicado en el municipio de Arecibo en el estado libre asociado de Puerto Rico. En el Censo de 2010 tenía una población de 3153 habitantes y una densidad poblacional de 489,3 personas por km².

## Geografía
Domingo Ruíz se encuentra ubicado en las coordenadas 18°26′10″N 66°41′13″O / 18.43611, -66.68694. Según la Oficina del Censo de los Estados Unidos, Domingo Ruíz tiene una superficie total de 6.44 km², de la cual 6.4 km² corresponden a tierra firme y (0.72%) 0.05 km² es agua.

## Demografía
Según el censo de 2010, había 3153 personas residiendo en Domingo Ruíz. La densidad de población era de 489,3 hab./km². De los 3153 habitantes, Domingo Ruíz estaba compuesto por el 81.16% blancos, el 8.69% eran afroamericanos, el 0.19% eran amerindios, el 6.95% eran de otras razas y el 3.01% pertenecían a dos o más razas. Del total de la población el 99.71% eran hispanos o latinos de cualquier raza.